# Actias artemis
Actias artemis is een vlinder uit de familie nachtpauwogen (Saturniidae). De wetenschappelijke naam van de soort is, als Saturnia artemis, voor het eerst geldig gepubliceerd door Otto Vasilievich Bremer & Vasilii Fomich Grey in 1853.

## Type
- holotype: "female"
- instituut: ZISP, Sint-Petersburg, Rusland
- typelocatie: "China, Beijing"

## Synoniemen
- Tropaea mandschurica Staudinger, 1892

## Kenmerken
De spanwijdte bedraagt ongeveer 100 millimeter.
De bovenzijde van de vleugels is groen met vier zwart met gele oogvlekken. De voorvleugels hebben een rode en zwarte streep.

## Voedsel
De rupsen voeden zich met planten uit de geslachten Salix, Betula en Juglans.

## Verspreiding
De vlinder komt voor in het Oriëntaals gebied en Oost-Azië, inclusief Japan en Korea.